# Vol Saudia 162
Le 22 décembre 1980, le vol Saudia 162, un Lockheed TriStar de la compagnie Saudia entre Dhahran (Arabie saoudite) et Karachi (Pakistan), avec 292 personnes à bord, subit une décompression explosive en haute altitude, au large du Qatar, provoquant la mort de deux passagers éjectés de la cabine.

## Contexte
L’appareil est un Lockheed L-1011-200 TriStar, immatriculé HZ-AHJ (c / n 1161),,.

## Accident
Peu de temps après le décollage, alors que l'avion a atteint une altitude de 29 000 pieds et qu'il est toujours en cours de montée, une des roues principales explose à l'intérieur du logement de l'atterrisseur. L'explosion crée un trou dans le fuselage et le plancher de la cabine. Les pilotes font une descente d'urgence et réussissent à atterrir d'urgence à l'aéroport international de Doha, au Qatar. Deux des passagers sont tués quand ils sont éjectés par le trou du plancher de la cabine.

## Cause probable
Il a été déterminé que la cause probable de l'accident était la fatigue d’une bride sur le moyeu d’une des roues du train principal. Les débris de l'explosion ont pénétré dans la cabine de l'avion, provoquant la décompression explosive. L'enquête révéla que BF Goodrich Co. et Lockheed partageaient la responsabilité de ne pas avoir évalué les risques pour la sécurité associés à la conception de ces roues. On a également constaté que les contrôles de la Federal Aviation Administration (FAA) américaine était inadéquats.

## Conséquences

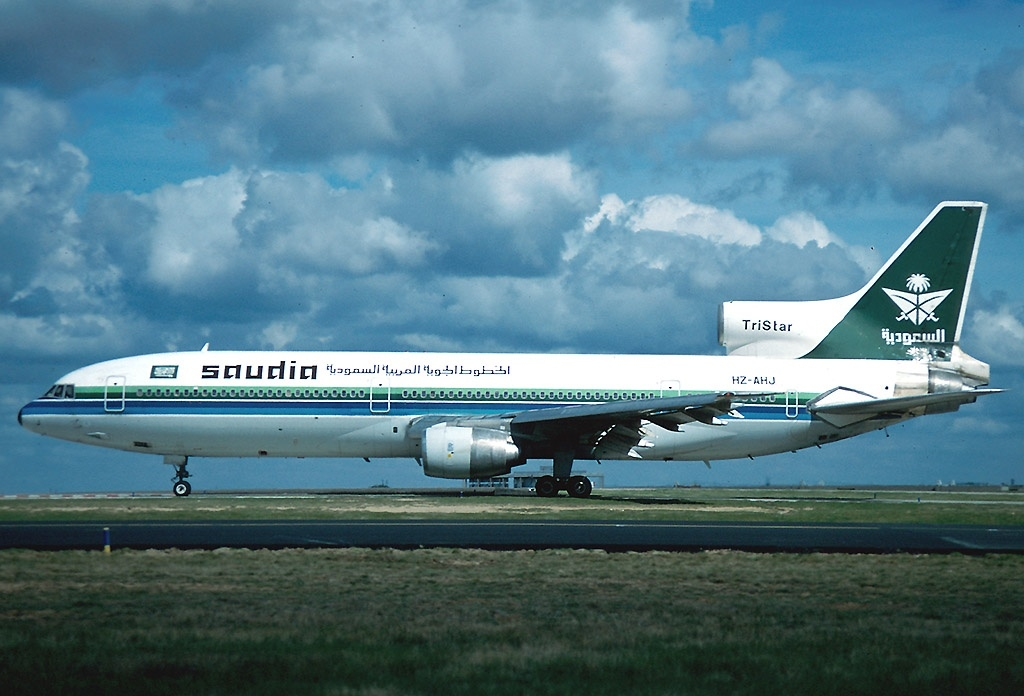
L'avion impliqué en 1996, 16 ans après l'accident.

L'avion a été réparé et remis en service chez Saudia. Il a été retiré du service en 1999 